# NGC 54
NGC 54 je spirální galaxie v souhvězdí Velryby. Je menší než Mléčná dráha, v průměru měří 90 000 světelných let.